# Karl Eduard Richard Voigtel

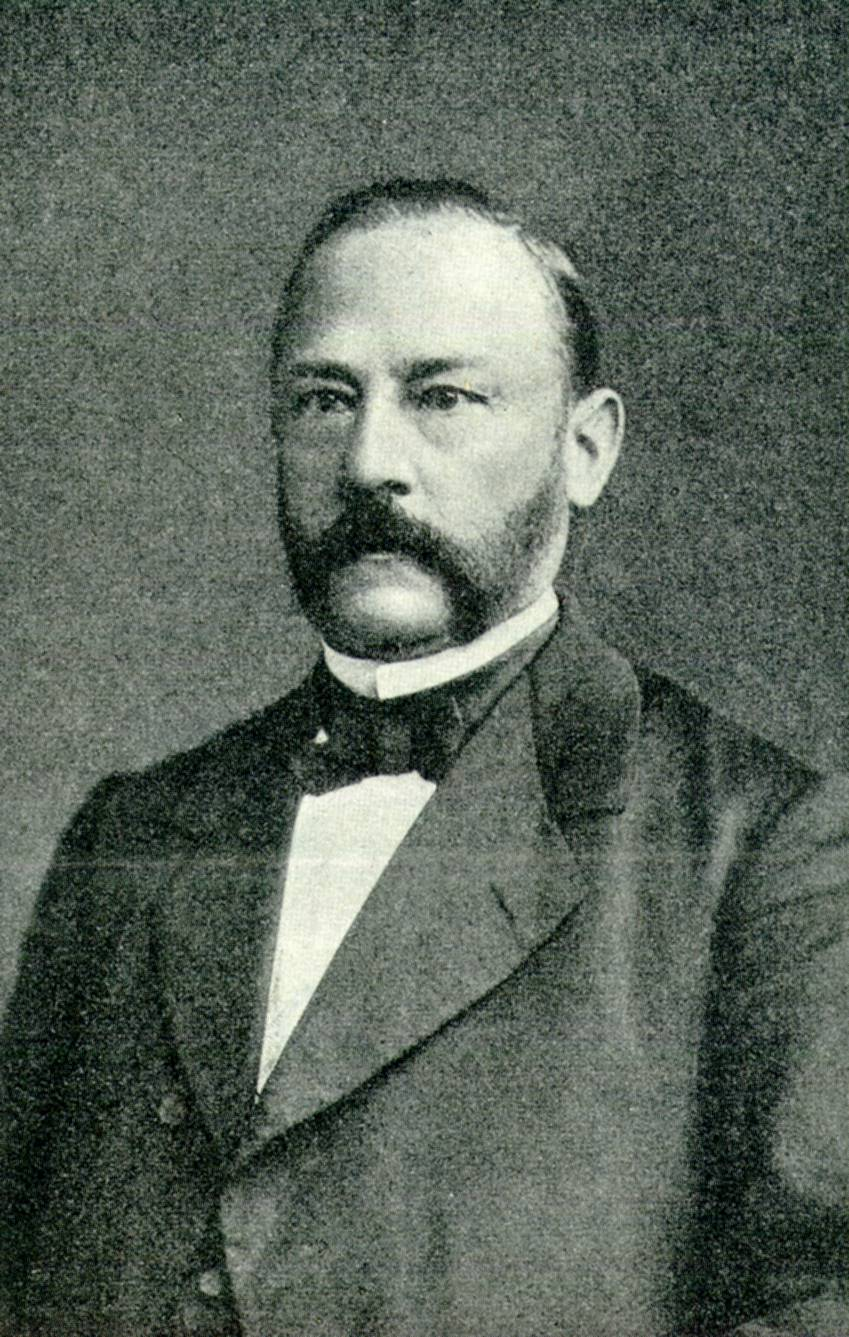
Karl Eduard Richard Voigtel.

Karl Eduard Richard Voigtel, född 31 maj 1829 i Magdeburg, död 28 september 1902 i Köln, var en tysk arkitekt, främst känd som Kölnerdomens fullbordare.
Voigtel studerade byggnadskonsten vid Berlins akademi och anställdes 1855 av Ernst Friedrich Zwirner vid arbetet på Kölnerdomen och fick efter hans död uppdrag att självständigt leda byggnadsarbetet. Han fulländade också detta den gotiska konstens jätteverk i långhuset, tvärskeppet och tornen, till dess den sista korsblomman uppsattes 14 augusti 1880, då det 1248 grundlagda templet var fullbordat. Voigtel restaurerade även flera medeltidskyrkor, som till exempel den romanska kyrkan i Zinzig nära Koblenz (1863).